# 阿夸堡
阿夸堡（義大利語：Castello dell'Acqua）是意大利松德里奥省的一个市镇。总面积13平方公里，人口696人，人口密度53.5人/平方公里（2009年）。国家统计（ISTAT）代码为014014。